# Austin Princess
O  Princess   é um modelo de luxo da Austin Motor Company.